# Estonsko na letních olympijských hrách
Estonsko na letních olympijských hrách startuje od roku 1920. Toto je přehled účastí, medailového zisku a vlajkonošů na dané sportovní události.

## Účast na Letních olympijských hrách
| Dějiště LOH | LOH      | Vlajkonoš                     | Zlatá medaile | Stříbrná medaile | Bronzová medaile | Celkem |
| --- | -------- | ----------------------------- | ------------- | ---------------- | ---------------- | ------ |
| 1920 Antverpy | LOH 1920 | Harald Tammer                 | 1             | 2                | 0                | 3      |
| 1924 Paříž | LOH 1924 | Jüri Lossmann                 | 1             | 1                | 4                | 6      |
| 1928 Amsterdam | LOH 1928 | Gustav Kalkun                 | 2             | 1                | 2                | 5      |
| 1932 Los Angeles | LOH 1932 | Osvald Käpp                   | 0             | 0                | 0                | 0      |
| 1936 Německo | LOH 1936 | Erich Altosaar                | 2             | 2                | 3                | 7      |
| V období 1940–1991 bylo Estonsko součástí Sovětského svazu, který estonští sportovci reprezentovali na XV.–XXIV. hrách, s výjimkou her XXIII. |          |                               |               |                  |                  |        |
| 1992 Barcelona | LOH 1992 | Heino Lipp                    | 1             | 0                | 1                | 2      |
| 1996 Atlanta | LOH 1996 | Jüri Jaanson                  | 0             | 0                | 0                | 0      |
| 2000 Sydney | LOH 2000 | Tonu Tõniste                  | 1             | 0                | 2                | 3      |
| 2004 Athény | LOH 2004 | Erki Nool                     | 0             | 1                | 2                | 3      |
| 2008 Peking | LOH 2008 | Martin Padar                  | 1             | 1                | 0                | 2      |
| 2012 Londýn | LOH 2012 | Aleksander Tammert            | 0             | 1                | 1                | 2      |
| 2016 Rio de Janeiro | LOH 2016 | Karl-Martin Rammo             | 0             | 0                | 1                | 1      |
| 2020 Tokio | LOH 2020 | Dina Ellermann Tõnu Endrekson | 1             | 0                | 1                | 2      |
| 2024 Paříž | LOH 2024 | Klen Kaljulaid Reena Pärnat   | 0             | 0                | 0                | 0      |
| Celkem | 14       |                               | 10            | 9                | 17               | 36     |
| Zdroj na Olympedia.org |          |                               |               |                  |                  |        |

## Listina medailistů
| Medal            | Sportovec                                                                             | LOH            | Sport                   |
| ---------------- | ------------------------------------------------------------------------------------- | -------------- | ----------------------- |
| Zlatá medaile    | Alfred Neuland                                                                        | Estonsko (EST) | 1920 Vzpírání           |
| Stříbrná medaile | Jüri Lossmann                                                                         | Estonsko (EST) | 1920 Atletika           |
| Stříbrná medaile | Alfred Schmidt                                                                        | Estonsko (EST) | 1920 Vzpírání           |
| Zlatá medaile    | Eduard Pütsep                                                                         | Estonsko (EST) | 1924 Zápas              |
| Stříbrná medaile | Alfred Neuland                                                                        | Estonsko (EST) | 1924 Vzpírání           |
| Bronzová medaile | Aleksander Klumberg                                                                   | Estonsko (EST) | 1924 Atletika           |
| Bronzová medaile | Jaan Kikkas                                                                           | Estonsko (EST) | 1924 Vzpírání           |
| Bronzová medaile | Harald Tammer                                                                         | Estonsko (EST) | 1924 Vzpírání           |
| Bronzová medaile | Roman Steinberg                                                                       | Estonsko (EST) | 1924 Zápas              |
| Zlatá medaile    | Osvald Käpp                                                                           | Estonsko (EST) | 1928 Zápas              |
| Zlatá medaile    | Voldemar Väli                                                                         | Estonsko (EST) | 1928 Zápas              |
| Stříbrná medaile | Arnold Luhaäär                                                                        | Estonsko (EST) | 1928 Vzpírání           |
| Bronzová medaile | Nikolai Vekšin, William von Wirén, Eberhard Vogdt, Georg Faehlmann, Andreas Faehlmann | Estonsko (EST) | 1928 Jachting           |
| Bronzová medaile | Albert Kusnets                                                                        | Estonsko (EST) | 1928 Zápas              |
| Zlatá medaile    | Kristjan Palusalu                                                                     | Estonsko (EST) | 1936 Zápas              |
| Zlatá medaile    | Kristjan Palusalu                                                                     | Estonsko (EST) | 1936 Zápas              |
| Stříbrná medaile | Nikolai Stepulov                                                                      | Estonsko (EST) | 1936 Box                |
| Stříbrná medaile | Ago Neo                                                                               | Estonsko (EST) | 1936 Zápas              |
| Bronzová medaile | Arnold Luhaäär                                                                        | Estonsko (EST) | 1936 Vzpírání           |
| Bronzová medaile | Voldemar Väli                                                                         | Estonsko (EST) | 1936 Zápas              |
| Bronzová medaile | Ago Neo                                                                               | Estonsko (EST) | 1936 Zápas              |
| Zlatá medaile    | Erika Salumäe                                                                         | Estonsko (EST) | 1992 Dráhová cyklistika |
| Bronzová medaile | Tõnu Tõniste – Toomas Tõniste                                                         | Estonsko (EST) | 1992 Jachting           |
| Zlatá medaile    | Erki Nool                                                                             | Estonsko (EST) | 2000 Atletika           |
| Bronzová medaile | Aleksei Budõlin                                                                       | Estonsko (EST) | 2000 Judo               |
| Bronzová medaile | Indrek Pertelson                                                                      | Estonsko (EST) | 2000 Judo               |
| Stříbrná medaile | Jüri Jaanson                                                                          | Estonsko (EST) | 2004 Veslování          |
| Bronzová medaile | Aleksander Tammert                                                                    | Estonsko (EST) | 2004 Atletika           |
| Bronzová medaile | Indrek Pertelson                                                                      | Estonsko (EST) | 2004 Judo               |
| Zlatá medaile    | Gerd Kanter                                                                           | Estonsko (EST) | 2008 Atletika           |
| Stříbrná medaile | Tõnu Endrekson Jüri Jaanson                                                           | Estonsko (EST) | 2008 Veslování          |
| Stříbrná medaile | Heiki Nabi                                                                            | Estonsko (EST) | 2012 Zápas              |
| Bronzová medaile | Gerd Kanter                                                                           | Estonsko (EST) | 2012 Atletika           |